# Stazione di Caprareccia
Stazione di Caprareccia egy megszűnt vasútállomás Olaszországban, Umbria régióban, Caprareccia településen. Az állomás az 51 km hosszú, 950 mm-es nyomtávolságú Spoleto-Norcia-vasútvonal állomása volt. 1968-ban zárt be.

## Vasútvonalak
Az állomást az alábbi vasútvonalak érintik:
- Spoleto-Norcia-vasútvonal

## Kapcsolódó állomások
A vasútállomáshoz az alábbi állomások vannak a legközelebb: 